# الهيئة الوطنية للإحصاء والمعلومات (أفغانستان)
الهيئة الوطنية للإحصاء والمعلومات (بالبشتوية: د احسای و یکتاسی ملی دانهور)‏ (وإختصاراً NSIA) وكانت تعرف سابقاً بـالجهاز المركزي للإحصاء هي الهيئة الحكومية المكلفة بجمع البيانات الإحصائية في أفغانستان، تأسست عام 1972 وكان مقرها في المنطقة 7 في كابل.
استعادة طالبان للحكم
في 4 فبراير 2022 قال رئيس الهيئة محمد فقير زيار إن الهيئة تعتزم إجراء إحصاء سكاني داعياً للحصول على الدعم والوسائل اللازمة والمساعدات الخارجية
وقال المسؤولون إنه يجري إصدار بطاقات هوية إلكترونية في 19 إقليما من الأقاليم الأفغانية الـ 34، وإنه من المعتزم توسيع نطاق إصدار هذه البطاقات ليشمل باقي الأقاليم.